# Cosmarium pseudoconnatum
Cosmarium pseudoconnatum  là một loài Song tinh tảo trong họ Desmidiaceae, thuộc chi Cosmarium.